# James Hardie Industries
James Hardie Industries plc är ett irländskt multinationellt tillverknings- och kemiföretag som tillverkar byggmaterial. De är världens största tillverkare av fibercement och relaterade produkter. James Hardie har verksamheter i 15 länder på tre kontinenter.

## Historik
Företaget har sitt ursprung från 1888 när den brittiske James Hardie, som immigrerade från Skottland till Australien, och grundade en affärsverksamhet i Melbourne där han importerade animaliska produkter. En annan immigrant från Skottland, Andrew Reid, blev delägare i Hardies affärsrörelse 1895 och tog över hela verksamheten 1911 när Hardie pensionerade sig. Företaget importerade först fibercement, en produkt som då bestod av bland annat asbest, och sen tillverkade eget. James Hardie började också med att bryta asbest i gruvor och tillverkade asbestcement samt relaterade produkter. År 1951 blev bolaget ett publikt aktiebolag och blev listad på börsen. 1982 tog företaget fram fibercement utan asbestos och där beståndsdelarna är aluminiumtrihydrat, cellulosa, kiseldioxid och portlandcement. I början av 1990-talet blev det förändringar i ägarstrukturen i det australiska samriskföretaget Australian Submarine Corporation Pty Ltd (ASC), där svenska Kockums och det statliga Australian Industry Development Corporation (AIDC) köpte ut de andra ägarna i Chicago Bridge & Iron Company och Wormald International. Vilket ledde till att Kockums blev majoritetsaktieägare med 52,5%, AIDC krävde att Kockums var tvungen att sälja av minst 2,5% så att inte en utländsk intressent skulle äga majoriteten av australisk försvarsintresse. James Hardie nappade och köpte 2,5% från Kockums som krävdes för att låta samriskföretaget fortsätta. I april 2000 beslutade regeringen Howard att nationalisera ASC och aktierna överfördes till AIDC via tvångsköp. 2001 flyttade James Hardie sin företagsregistrering till Nederländerna i syfte att få mer fördelaktiga skatteregler. Australiens skattemyndighet var inte glada och krävde totalt 368 miljoner australiska dollar i utebliven skatt, ränta och straffskatt men James Hardie tog det till domstol och vann. 2010 gjorde de igen och flyttade registreringen men även huvudkontoret till Dublin på Irland på grund av ännu mer förmånligare bolagsskatt.